# Rhoda Rennie
Rhoda Lilian Rennie (* 2. Mai 1905 in Benoni; † 11. März 1963 in Johannesburg) war eine südafrikanische Schwimmerin.

## Karriere
Rennie nahm 1928 an den Olympischen Spielen teil. In Amsterdam gewann sie mit der Staffel über 4 × 100 m Freistil Bronze. In den Einzeldistanzen über 100 m und 400 m Freistil erreichte sie jeweils den fünften Rang in ihrem Vorlauf. 